# 群馬県道101号四ツ塚原之郷前橋線
群馬県道101号四ツ塚原之郷前橋線（ぐんまけんどう 101ごう よつづかはらのごうまえばしせん）は群馬県前橋市鼻毛石町から前橋市田口町に至る一般県道である。

## 概要
赤城山南麓の端に沿って東西方向に走る約15kmの路線で、全線2車線である。主要交差点で交通が滞ることもある。
路線の性格は前橋市富士見町時沢の県道4号前橋赤城線重用区間を境に二分され、東側は前橋市芳賀地区、大胡地区北部、宮城地区と前橋市街地を連絡する経路、西側は富士見地区と国道291号を結ぶルートになっている。赤城山の南斜面低所に張り付くようにして古くからの集落を結ぶ、全般には寂れがちな街道で、市街地方面に直結するルートからは外れており、ロードサイドショップの類も少ない。また歩道未整備の区間も長い。
鼻毛石町の宮城小学校前交差点が、東から進んできた県道333号上神梅大胡線をそのまま直進させる形で起点となっている（333号はここで南方へ左折）。
1キロメートル (km) ほど等高線沿いに西進、荒砥川東岸で、川沿いに北上してきた県道16号大胡赤城線が合流、橋を共用する。橋西詰の交差点で16号は再び北上、101号は川の西岸にある段丘を越えて下り、西へ向かう。ここからは約4 kmに渡り、赤城山南方に多数生じた谷筋と段丘を繰り返し乗り越えて行く、起伏の続くルートとなる。
前橋市滝窪町で左方向への大カーブに入ってからは、2 kmに渡って小刻みなカーブを繰り返しつつ、県道34号渋川大胡線の小坂子町交差点に至るまで急激に高度を落として行く。小坂子町交差点は東西に直線となった34号に対し、101号が南北からそれぞれ東に向かって斜めに合流するいびつで狭隘な十字路を形成しており、101号側の渋滞ポイントになっていたが、2016年から2017年にかけて101号西側の築堤拡幅・畑地埋め立てによる合流角度緩和と右折レーン整備が完成し、交通が円滑化された。
かつての勢多郡芳賀村中心部である前橋市高花台まで降下してからは、再び等高線沿いに西進する経路となる。富士見町時沢の丁字路で、南北に走る県道4号前橋赤城線に合流、右折して赤城山方向へ北進。約500 m北の時沢神社前十字路で101号は左折して三たび西進を続ける。時沢神社前交差点は狭隘で、やはり渋滞ポイントになっている。
ここからは原之郷をはじめとする古くからの集落を通っていくため若干のカーブはあれど、急勾配のない状態で徐々に高度を落とし、やがてかつての利根川の流路跡である水田地帯に降りる。田口町の前橋渋川バイパス・上武道路の交差点すぐ北方で国道17号旧道（国道291号）に直角に交差、終点となる。

### 路線データ
- 起点：前橋市鼻毛石町字四ツ塚（群馬県道333号上神梅大胡線交点〈宮城支所前交差点〉）[注釈 1]
- 終点：前橋市田口町字宮田179番[1]（国道291号交点〈田口町交差点〉）

## 歴史
元は起点を異にして前橋市街地に至っていた2本の県道であり、1959年8月に実施された群馬県道の大規模改廃に際して連続する形に統合されたものである。
- 1931年12月16日：群馬県告示第633号により、四ツ塚前橋線および田口前橋線として県道指定。
  - 当初の路線名は、勢多郡宮城村大字鼻毛石字四ツ塚（当時）の宮城村役場前、および勢多郡南橘村大字田口（当時）の国道交差点をそれぞれ起点としていた事による。双方の道路とも、勢多郡富士見村大字時沢（当時）で県道黒保根前橋線（後の群馬県道4号前橋赤城線）に合流、重複して前橋市に至っていた。
- 1959年（昭和34年）9月18日：群馬県より現・道路法に基づき、県道四ツ塚原之郷前橋線（勢多郡宮城村大字鼻ケ石字四ツ塚 - 前橋市田口町、整理番号53）が路線認定される[2]。
  - 群馬県道の路線見直しに伴い、同日付の群馬県告示第325号にて従来の四ツ塚前橋線・田口前橋線を廃止[3]。同日付の群馬県告示第326号にて、従来の2路線を結び、途中経由する勢多郡富士見村大字原之郷（現・前橋市富士見町原之郷）を名称に加えた現路線名にて県道再認定。南橘村は1954年に前橋市に合併されていたため、終点名には前橋が残った。

上武道路が東方から2012年に上細井町の前橋赤城線交差点まで延長されて以降は、時沢 - 田口町間の101号ルートが、2017年3月の上武道路全通まで国道17号旧道との間の抜け道となったため、時沢神社前交差点を中心に、大型車両による混雑がたびたび起きていた。

## 重複区間
- 前橋市柏倉町 - 前橋市鼻毛石町：群馬県道16号大胡赤城線
- 前橋市富士見町時沢：群馬県道4号前橋赤城線

## 地理

### 通過する自治体
- 群馬県
  - 前橋市

### 交差する道路
- 群馬県道333号上神梅大胡線：起点
- 群馬県道16号大胡赤城線：柏倉町 - 鼻毛石町 （重複区間）
- 群馬県道34号渋川大胡線：小坂子町
- 群馬県道4号前橋赤城線：富士見町時沢 （時沢神社交差点 - 時沢交差点） （重複区間）
- 群馬県道151号津久田停車場前橋線：富士見町原之郷
- 国道291号（旧国道17号）：終点